# Bortsch vert
Soupe à l'oseille

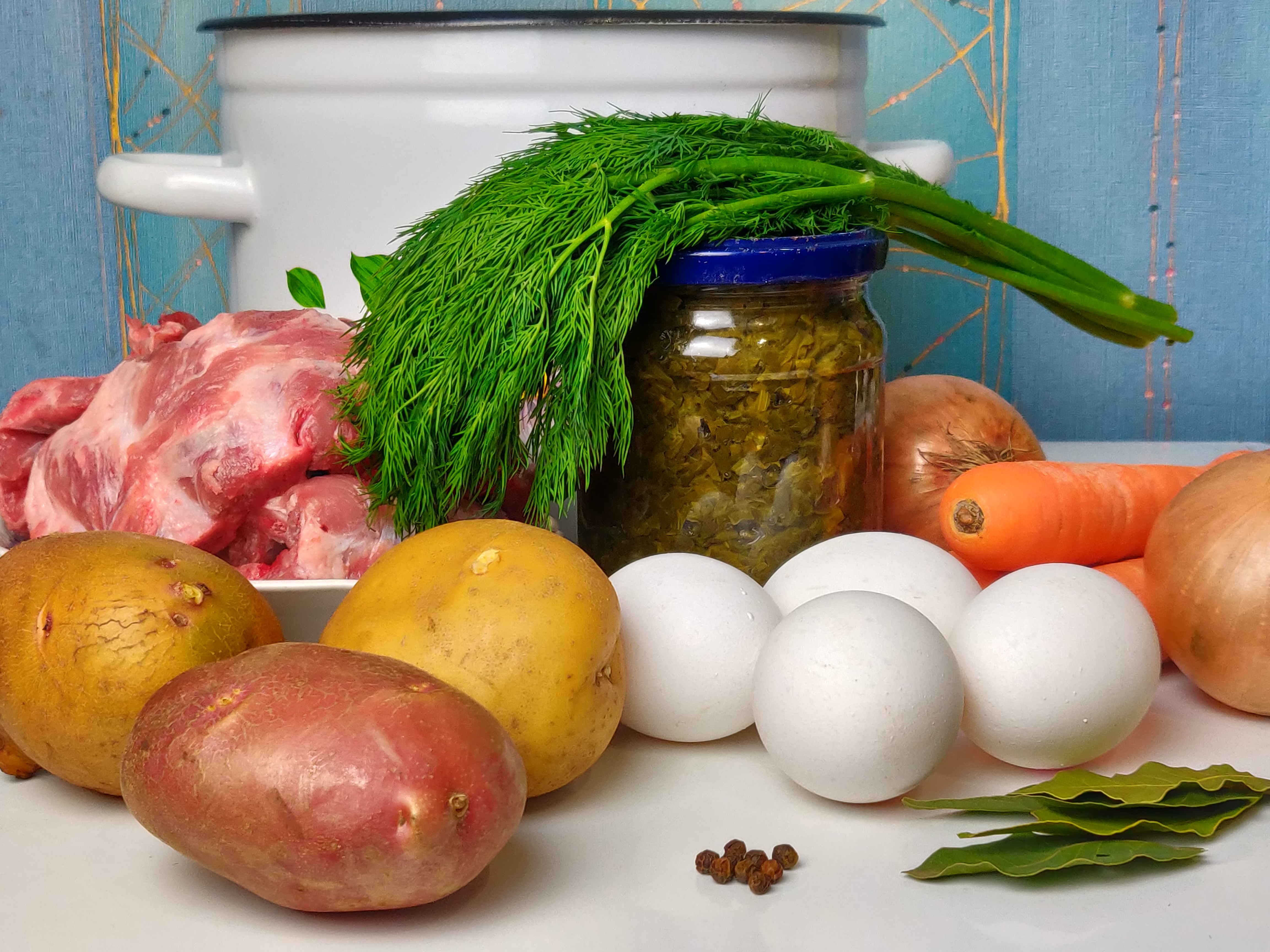
Ingrédients du borscht vert.

Le bortsch vert, ou la soupe à l'oseille (russe : борщ /borɕ(ː)/ , ukrainien : борщ /bɔrʃt͡ʃ/ ), est un potage fait d'eau ou de bouillon, de feuilles d'oseille et de sel, courant dans la cuisine d'Europe de l'Est.

## Origine
Il est connu dans les cuisines juive ashkénaze,, russe,, ukrainienne,, biélorusse, estonienne, hongroise, roumaine, arménienne, polonaise, lettone et lituanienne.

### Dénomination
En yiddish, le plat est appelé schav, mot qui dérive des langues slaves : du biélorusse шчаўе, du russe et l'ukrainien щавель, du polonais szczaw. Le nom de cette soupe vient du proto-slave ščаvь qui désigne l'oseille.
Commun dans la cuisine d'Europe de l'Est, il est souvent appelé bortsch vert, en tant que cousin du bortsch de betterave rouge pourpre,,,. En Russie où le chtchi est une soupe de base, la soupe à l'oseille est également appelée « chtchi vert ». Dans les vieux livres de cuisine russes, on l'appelait simplement soupe verte,.

## Préparation
Les principaux ingrédients sont l'oseille et les œufs. Des carottes sont ajoutées dans certaines régions. On ajoute au bouillon de l'oseille hachée, qu'on peut faire frire dans l'huile au préalable, à la fin de la cuisson. On ajoute parfois du jaune d'œuf, de la farine de blé ou des œufs durs.
La soupe froide à l'oseille consiste à faire bouillir l'oseille dans de l'eau salée, en ajoutant uniquement de la crème aigre et en l'assaisonnant avec un peu de poivre.

### Variations
Les différentes variétés de bortsch vert contiennent des épinards, du céleri, de la bette, de l'ortie et parfois du pissenlit, avec ou à la place de l'oseille. Elle peut être végétarienne ou à base de viande ou, plus rarement, de poisson (saumon, brochet, esturgeon).

## Service
La soupe à l'oseille se présente chaude (cuite dans un bouillon) ou froide (avec un minimum de graisse).